# Loranemertes nana
Loranemertes nana är en djurart som tillhör fylumet slemmaskar, och som först beskrevs av Korotkevich 1964.  Loranemertes nana ingår i släktet Loranemertes och familjen Pelagonemertidae. Inga underarter finns listade i Catalogue of Life.